# 非暴力不服従
非暴力不服従（ひぼうりょくふふくじゅう）、または非暴力抵抗運動（ひぼうりょくていこううんどう、英: Nonviolent resistance）は、市民抵抗（英語: Civil resistance）とも呼ばれ、暴力や暴力の脅しを避けながら、象徴的抗議、市民的不服従、経済的または政治的非協力、サティヤーグラハ、建設的プログラム（英語: Constructive Program）、またはその他の方法を通じて社会変革などの目標を達成する活動である。この種の運動は、自分達が置かれている現状を改善するために何かを変える必要があると感じ、抵抗する個人またはグループの願望を浮き彫りにする。
この種の抗議活動に関し、最も有名なのはマハトマ・ガンジーである。国連はガンジーの誕生日である10月2日を国際非暴力デーとして祝う。その他の著名な提唱者には、マーティン・ルーサー・キング・ジュニア、ネルソン・マンデラ、レフ・トルストイ、レフ・ワレサ、ヘンリー・デイヴィッド・ソロー、ヴァーツラフ・ハヴェル、アンドレイ・サハロフ、ジーン・シャープ、ホセ・リサール、エティエンヌ・ド・ラ・ボエシ、チャールズ・スチュワート・パーネル、アリス・ポール、アブドゥル・ガッファール・カーン（英語: Abdul Ghaffar Khan）、テ・ウィティ・オ・ロンゴマイ三世（英語: Te Whiti o Rongomai）、トフ・カーカヒ（英語: Tohu Kākahi）、ダニエル・ベリガン（英語: Daniel Berrigan）、フィリップ・ベリガン（英語: Philip Berrigan）、ジェームズ・ベベル（英語: James Bevel）など多数がいる。 非暴力の市民抵抗は、1966年から1999年までの権威主義からの移行67回のうち50回で非常に重要な役割を果たした。
エストニア、ラトビア、リトアニアにおける「歌う革命」（1989年～1991年）は、1991年バルト三国をソビエト連邦からの独立に導いた。近年では、非暴力不服従がジョージアのバラ革命につながった。研究によれば、非暴力キャンペーンは空間的に広がることが分かっており、ある国の非暴力不服従に関する情報は、他国の非暴力運動に大きな影響を与える可能性がある。
非暴力や平和主義の哲学を推進する多くの運動は、社会的または政治的目標を達成するために効果的な方法として、非暴力運動の手法を実践的に採用している。彼らは、情報戦、ピケ、行進、ビジリア（徹夜の集会）、ビラ配り、サミズダット、マグニティズダート（英語: Magnitizdat）、サティヤーグラハ、抗議芸術（英語: Protest art）、プロテストソングと詩、コミュニティ教育と意識向上、ロビー活動、納税拒否、市民的不服従、ボイコットまたは経済制裁、法的/外交的取り組み、地下鉄道 (秘密結社)、賞/表彰の原則的拒否、ゼネストなどの非暴力不服従戦術を採用している。現在続いている非暴力不服従運動には、ベラルーシのジーンズ革命（英語: Jeans Revolution）、キューバの反体制組織、そして国際的にはエクスティンクション・レベリオン（地球温暖化対策の要求）やフライデーズ・フォー・フューチャー（気候のための学校ストライキ）などがある。
非暴力運動は暴力を控えることで 明白な公的正当性を維持できるが、運動の社会的目標に反対する一部の層は、抗議運動を実際よりも乱暴であると認識する可能性がある。暴力的な動員につながる要因については多くの研究が行われてきたが、紛争がなぜ暴力的になったり非暴力的になったりするのかを理解すること、そしてこれら二つを従来の政治に対する戦略的選択として比較することは、あまり注目されていない。

## 歴史
| 西欧 | 東欧 | 旧 ソ連圏 | アフリカ | 中東 トルコ | 南 アジア | 東 アジア | 東南 アジア | オセアニア 太平洋島嶼 | 南北 アメリカ |

| 年代                   | 地域                                                               | 本項目 | 概要 | 出典                                      |
| ---------------------- | ------------------------------------------------------------------ | --- | --- | ----------------------------------------- |
| 前470 –391             | 中国                                                               | 墨家 | 墨家は戦争を認めなかった。しかし、彼らは戦争時代に生きていたため、築城の科学を培った。 |                                           |
| 約26– 36頃             | ユダヤ                                                             | ピラト | ユダヤ人はカイサリアでデモを行い、エルサレムにローマ皇帝とユーピテルの鷲の図柄（どちらも宗教的ユダヤ人からは偶像崇拝とみなされていた）が入ったローマの旗を立てないよう、ピラトを説得しようとした。ピラトはユダヤ人の抗議者たちを兵士で取り囲み、彼らを殺すと脅したが、彼らはトーラの律法が破られるのを見るくらいなら死んでも構わないと答えた。 |                                           |
| 1500? -1835            | ニュージーランド チャタム諸島                                      | モリオリ人 | モリオリ人はニュージーランドのマオリ族の一派で、チャタム諸島に移住し、やがて狩猟採集民となった。資源不足と人口の少なさから、従来の戦争を続けられなかったため、非暴力または儀式によって紛争を解決するのが慣例となった。この非暴力の伝統により、1835年に900人のマオリ族が島を侵略した際に、2000人いた住民の一部が殺害された。 | [ 9 ] [ 10 ] [ 11 ] [ 12 ]                |
| 1819                   | イングランド                                                       | ピータールーの虐殺 | 飢餓と慢性的な失業、さらに北イングランドに参政権が無かったことから、女性や子供を含む 6～8万人が平和的なデモに参加した。このデモは「武器ではなく良心だけを持って参加せよ」という呼びかけで組織・演習された。騎兵隊はサーベルを抜いて群衆に突撃し、混乱の中で15人が死亡、400～700人が負傷した。パーシー・シェリーは詩『無政府の仮面劇（英語: The Masque of Anarchy）』の中で非暴力不服従を称賛した。しかし、英国政府は改革を厳しく取り締まり、治安六法を可決した。 |                                           |
| 1823– 1829             | アイルランド                                                       | カトリック協会（英語: Catholic Association） | ヨーロッパで最初の大衆政治運動の一つであるカトリック協会は、ダニエル・オコンネルによって設立され、非暴力的手段で英国政府にカトリック解放を働きかけ、ウェリントン公爵の政府による1829年ローマ・カトリック信徒救済法の成立に至った。 |                                           |
| 1834– 1838             | トリニダード                                                       | トリニダードの奴隷制廃止 | 1833年、当時トリニダードの宗主国であったグレートブリテン及びアイルランド連合王国は、1840年までに奴隷を全面的に解放すると発表した。1834年、総督が官邸で新法について演説した際、アフリカ系の主に高齢者からなる非武装の集団が「Pas de six ans. Point de six ans」(「6年は駄目。6年なんて全然駄目」) と繰返し唱え、総督の声をかき消した。平和的な抗議は、奉公制度を廃止する決議が可決され、事実上の自由が達成されるまで続いた。 | [ 13 ] [ 14 ]                             |
| 1838                   | アメリカ合衆国                                                     | チェロキー族の強制移住（英語: Cherokee removal） | チェロキー族の大多数は、少数派が公布したニューエコタ条約（英語: Treaty of New Echota）を認めることを拒否し、アメリカ軍が彼らを強制的に追放するまで、家畜や品物を売らず、西へ旅するための荷物も何も用意しなかった。これは「チェロキー族の涙の道」と呼ばれる悲劇に終わった。 |                                           |
| 1848– 1920             | アメリカ合衆国                                                     | アメリカ合衆国の女性参政権運動（英語: Women's suffrage in the United States）                                                                                              | アメリカ合衆国で女性たちが参政権を得るために抗議した、1世紀以上にわたる政治運動 |                                           |
| 1849– 1867             | オーストリア帝国                                                   | ハンガリーの受け身的抵抗（英語: Passive Resistance (Hungary)） | 1848年のハンガリー革命において、ハンガリー人は独立を回復しようと試みたが、オーストリア帝国がロシア帝国の援助を受けたため、敗れた。 1848年以降、帝国はいくつかの憲法改正を行い、問題解決を図ったが、成功しなかった。 反体制派への報復、何千もの反逆罪裁判、軍事統制、中央集権化、絶対主義、更に公共生活のあらゆる側面でウィーンの検閲・直接統制を受け、完全に帝国に組み込まれていたハンガリーにおいて、抵抗運動は希望と気力を維持する上で重要な役割を果たした。 支持者たちは、政治的な煽動や体制批判を注意深く避け、ハンガリー語の使用、ハンガリー経済の発展、ハンガリー科学アカデミーの法的地位の保護など、非政治的な国家問題に完全に集中した。 |                                           |
| 1867– 1918             | オーストリア・ハンガリー帝国                                       | チェコの旧国民党（英語: Old Czech Party） | チェコにかつて存在した国民党は、受け身的抵抗としてハンガリー王国の自治権獲得に対しては動いたが、オーストリア帝国内のボヘミア王冠領に対しては反応しなかった。1874年以降、この姿勢に反対する派閥が新たに国民自由党（青年チェコ党（英語: Young Czech Party））を結成した。国民党員は政治に留まったが、ボヘミア王国の政治において決定的な影響力を失った。 |                                           |
| 1860– 1894, 1915– 1918 | ニュージーランド                                                   | タイヌイ（英語: Tainui）ワイカト | マオリ王タフィアオ（英語: Tāwhiao）は、1881年にイギリスの植民地化に直面してワイカト・マオリに暴力を禁じ、次のように述べた「殺人や土地の破壊は止めなければならない。私はパトゥ (武器)（英語: Patu）を地面に埋め、二度と取り出さない…ワイカトよ、横たわれ。今後決して血を流すな」。これは、第一次世界大戦で戦うことを拒否したワイカト・マオリにとって感情を揺さぶるものだった。対して、政府はタイヌイ・ワイカト族に徴兵制を導入したが、徴兵された人々の大多数は、軍に入隊せず 厳しい軍事刑罰を受けることを選んだ。戦時中、タイヌイは海外派兵されなかった。 | [ 15 ]                                    |
| 1879– 1881             | ニュージーランド                                                   | パリハカ（英語: Parihaka） | マオリ族の村パリハカは、その地域で没収された土地を占領していたヨーロッパ人に対する受け身的な抵抗運動の中心地となった。預言者であるテ・ウィティ・オ・ロンゴマイ（英語: Te Whiti o Rongomai）の信奉者400人以上が ほぼ裁判なしに逮捕・投獄された。土地を耕し、敷地内に柵を立てた行為に対して、最長16ヶ月の懲役刑が言い渡された。1,600人の武装兵が村を襲撃・破壊したとき、2,000人以上の住民は座ったままだった。 | [ 16 ] [ 17 ]                             |
| 1879                   | アイルランド                                                       | ボイコット | アイルランドの民族主義指導者チャールズ・スチュワート・パーネルはエニスでの演説で、小作人が立ち退きを余儀なくされた農場に他の小作人が入った場合、暴力に訴えるのではなく、地域に住む全員が後から入った小作人を避けるべきだと提案した。1880年、アイルランドのメイヨー県の不在地主の代理人であるチャールズ・ボイコット大尉は、土地から11人の借地人を追い出そうとした際、アイルランド土地連盟（英語: Irish National Land League）によって組織された社会的追放の対象となった。パーネルの演説では地主や代理人への言及はなかったが、立ち退きに対する警鐘が鳴らされたとき、この戦術は大尉に適用された。行動を起こした人々は短期的には経済的に困窮したが、大尉はすぐに孤立した。労働者たちは畑や馬小屋、そして彼の家での仕事も止めてしまった。地元の商人は彼との取引をやめ、郵便配達員は配達を拒否した。この成功により、運動はアイルランド全土に広がり、ボイコットという言葉が生まれ、最終的には法改正とアイルランド独立支持の高まりにつながった。 | [ 18 ]                                    |
| 1903– 1906             | イギリス                                                           | 1902年の教育法（英語: Education Act 1902）への抗議 | この市民的不服従運動は、英国の教育委員会における非国教徒の権利と影響力を守るために、1902 年の教育法に反対して開始された。この法律は学校における特定の宗派（主に英国国教会とカトリック教会）の宗教教育を支援するものだと、非国教徒たちは考えた。バプテスト派の牧師ジョン・クリフォードが、法で定められた税金の不払い運動を主導した。1906年までに、170人以上が投獄された。この運動は1906年1月の統一党政府の打倒に大きく貢献したが、特定宗教に偏らない法案を可決するという最終目的は達成できなかった。 | [ 19 ] [ 20 ]                             |
| 1905                   | ロシア                                                             | 血の日曜日事件 (1905年) | ゲオルギー・ガポン神父に率いられた非武装のデモ隊が冬宮殿まで行進し、皇帝に請願書を提出した。彼らは帝国衛兵から発砲を受けた。 | [ 21 ]                                    |
| 1908– 1962             | サモア                                                             | マウ運動（英語: Mau movement） | 植民地支配からのサモア独立を求める非暴力運動 | [ 22 ] [ 23 ] [ 24 ]                      |
| 1919                   | 韓国                                                               | 三・一運動 | この運動は、ガンジーのサティヤーグラハ（抵抗運動）やアジアにおける他の多くの非暴力運動への刺激となった。 | [ 25 ]                                    |
| 1919– 1922             | エジプト                                                           | エジプト革命 (1919年) | イギリスによるエジプト占領（英語: History of Egypt under the British）に対する全国的な革命。1919年に革命指導者のサアド・ザグルールとワフド党員がイギリスの命で国外追放された後、さまざまな階層のエジプト人によって実行された。この革命により、1922年にエジプトは独立し、1923年に新憲法が施行された。 |                                           |
| 1919– 1921             | アイルランド                                                       | アイルランドの非協力運動 | アイルランド独立戦争中、アイルランドの民族主義者はイギリスの支配に抵抗するために多くの非暴力的手段を使った。その中には、英国議会からの棄権、納税拒否、代理地方政府、下院、警察の創設などが含まれていた。 | [ 26 ]                                    |
| 1919– 現在             | パレスチナ/イスラエル                                              | パレスチナの非暴力不服従 | パレスチナとイスラエルの紛争において、イスラエルによるユダヤ人入植地やヨルダン川西岸地区の分離壁の建設に対し、パレスチナ人は平和キャンプなど非暴力不服従の戦術を採用してきた。例えば、パレスチナのベイト・サフール（英語: Beit Sahour）の住民は第一次インティファーダの際に納税拒否した。 2010年、東エルサレムを含むヨルダン川西岸で「白いインティファーダ」が勃発した。毎週行われた平和的な抗議活動にはパレスチナ人活動家だけでなく、イスラエルによる入植や治安部隊に反対するイスラエルの人権団体ベツェレム、学者・学生が含まれていた。 EUは、外交政策責任者のキャサリン・アシュトン氏を通じて、イスラエルが平和的運動の主催者を有罪としたことを批判し、アブドラ・アブ・ラメ氏の逮捕について深く懸念していると述べた。抗議参加者のうち2人が死亡し、アメリカ人の平和活動家が催涙ガス弾に当たって脳に損傷を負った。 | [ 27 ] [ 28 ] [ 29 ] [ 30 ] [ 31 ] [ 32 ] |
| 1920– 1922             | インド                                                             | 非協力運動 | マハトマ・ガンジーとインド国民会議が主導した、一連の非暴力抵抗と市民的不服従。ガンジーの非暴力は独立をもたらしただけでなく、インド社会における不可触民の地位向上にも貢献した。 |                                           |
| 1920– 1925             | パンジャブ州 (英国インド)（英語: Punjab Province (British India)） | アカリ運動（英語: Akali movement） | グルドワラ (シーク教寺院)をマハント (教祖)から解放するための平和的な運動 |                                           |
| 1923                   | ドイツ                                                             | ルール占領 | フランスは、ルール渓谷のドイツの石炭、鉄、鋼の生産中心地を占領する目的で、第一次世界大戦後の賠償金支払いを怠ったドイツに侵攻した。ルール占領は当初、受け身的な抵抗運動で迎えられた。 |                                           |
| 1929- 1946             | パキスタン                                                         | 神の奉仕党（英語: Khudai Khidmatgar） | アブドゥル・ ガッファー・カーン（英語: Abdul Ghaffar Khan）は仲間とともに北西辺境州のパシュトゥーン人の間で組織を設立し、それを「神の奉仕党（クダイ・キドマトガル）」と名付けた。この組織は25万人以上の非武装メンバーを召集した。彼らは毎日2時間の社会奉仕活動に従事し、イギリス領インド帝国の占領に対する非暴力不服従を実践した。 |                                           |
| 1930– 1934             | インド                                                             | 市民的不服従運動 | イギリスが課した税金の拒否、イギリス製品のボイコット、大規模なストライキを特徴とする非暴力不服従をガンジーとインド国民会議が主導した。 |                                           |
| 1933– 1945             | ドイツ                                                             | 反ナチ運動 | 第二次世界大戦中、ナチスに対して非暴力的な手法を用いた小規模で孤立したグループ（白いバラや告白教会等）が存在した。 |                                           |
| 1940–1943              | デンマーク                                                         | デンマークの抵抗運動（英語: Danish resistance movement） | 第二次世界大戦中、ドイツ国防軍の侵攻後、デンマーク政府は「抗議下の交渉」と称した公式の協力（および非公式の妨害）政策を採用した。多くのデンマーク人が支持した非公式の抵抗運動には、生産遅延、デンマークの文化と歴史を強調した祝祭、そして官僚主義の泥沼化などが含まれていた。 |                                           |
| 1940– 1944             | フランス                                                           | ル・シャンボン・シュル・リニョン（英語: Le Chambon-sur-Lignon）のユダヤ人避難民                                                                                            | 第二次世界大戦中、ナチスとその協力者であるヴィシー政権によって集められ、絶滅収容所に送られる予定のユダヤ人を、平和主義者の地方大臣アンドレ・トロクメ（英語: André and Magda Trocmé）とエドゥアール・タイスの指導の下、ル・シャンボン・シュル・リニョン（および近隣地域）の住民は命がけでかくまった。地域住民は、三千から五千人のユダヤ人を死の危機から救ったと推定されている。イスラエルのヤド・ヴァシェム（ホロコースト記念館）の敷地内に小さな庭園と記念碑がある。 |                                           |
| 1940–1945              | ノルウェー                                                         | ノルウェーの抵抗運動（英語: Norwegian resistance movement） | 第二次世界大戦中のノルウェーにおける市民的不服従には、教育制度のナチ化の阻止、違法な新聞の配布、ドイツ兵との社会的距離「氷の前線」の維持、などが含まれていた。 |                                           |
| 1942                   | インド                                                             | インドを去れ運動（英語: Quit India Movement） | インド独立運動（Bharat Chhodo Andolan または八月運動）は、ガンジーの即時独立の呼びかけに応えて、1942年 8月にインドで開始された市民的不服従運動。 |                                           |
| 1945– 1971             | 南アフリカ                                                         | 反抗運動（英語: Defiance Campaign） 反アパルトヘイト国内抵抗運動（英語: Internal resistance to apartheid）                                                                 | アフリカ民族会議と同盟を組んだ反アパルトヘイトグループは当初、南アフリカにおける人種隔離政策とアパルトヘイト政権に対して非暴力不服従で対抗した。 |                                           |
| 1946–1958              | ハワイ諸島                                                         | 1954年のハワイ民主革命（英語: Hawaii Democratic Revolution of 1954） | 第二次世界大戦後、ハワイのプランテーション経済における人種差別および経済的不平等に反対して、多くのワーキングプアがゼネストを起こした。運動メンバーは1954年に政府の大部分を掌握し、1959年にハワイ州が設立された。 |                                           |
| 1955– 1968             | アメリカ合衆国                                                     | アフリカ系アメリカ人公民権運動 チカノ運動（英語: Chicano Movement） ベトナム戦争へのアメリカ関与反対論（英語: Opposition to United States involvement in the Vietnam War） | バス・ボイコット、フリーダム・ライダーズ（英語: Freedom Riders）、座り込み、行進、大規模デモなどの非暴力不服従戦術が公民権運動で使われた。この運動は法改正をもたらし、アフリカ系アメリカ人用とされた隔離席、水飲み場、学校を違法とし、制限のない選挙権と低価格公営住宅の獲得に成功した。マーティン・ルーサー・キング・ジュニアとジェームズ・ベベルはガンジーの非暴力不服従に触発された この運動の著名な指導者である。研究によると、当時の非暴力的な活動は、その主催者が提起した問題に対し、好意的なメディア報道や世論の変化を生む傾向があった。一方、暴力的な抗議活動には、不利なメディア報道がなされ、法と秩序の回復を求める世論に流れがちであった。 | [ 33 ] [ 34 ] [ 35 ]                      |
| 1957– 現在             | アメリカ合衆国                                                     | 非暴力活動委員会（英語: Committee for Non-Violent Action） | 米国の核兵器に対する非暴力抵抗運動に最も尽力している団体の一つが、ダニエル・ベリガン（英語: Daniel Berrigan）などのカトリック司祭や修道女たちで大部分が構成されているすきの刃運動（英語: Plowshares movement）である。1980年秋にペンシルベニア州キング オブ プルシア（英語: King of Prussia, Pennsylvania）で最初のプラウシェアーズ運動が行われて以来、70 回を超えている。 | [ 36 ] [ 37 ] [ 38 ]                      |
| 1959– 現在             | キューバ                                                           | キューバの反体制組織 | キューバの権威主義体制に反対する非暴力活動家は数多く存在する。これらの中には、ペドロ・ルイス・ボイテル（英語: Pedro Luis Boitel）（1931-72年）、ギジェルモ・ファリーニャス（英語: Guillermo Fariñas）（通称エル・ココ）、ホルヘ・ルイス・ガルシア・ペレス（英語: Jorge Luis García Pérez）（通称アントゥネス）がおり、全員がハンガーストライキを行った。 | [ 39 ] [ 40 ] [ 41 ]                      |
| 1965– 1972             | アメリカ合衆国                                                     | ベトナム戦争における兵役逃れ（英語: Draft evasion in the Vietnam War） | ベトナム戦争中、多くのアメリカの若者はセレクティブ・サービス・システム（選抜徴兵制度）に抵抗した。抵抗の手法には、徴兵委員会に自分の身体的または精神的状態の虚偽申告、徴兵委員会の手続き妨害、潜伏、故意の刑務所入り、出国、およびそのような活動を喧伝することなどが含まれていた。 | [ 42 ] [ 43 ] [ 44 ]                      |
| 1967                   | アメリカ合衆国                                                     | ロサンゼルス黒猫酒場（英語: Black Cat Tavern）抗議 | 1967年2月11日、400人を超える同性愛者の市民と、暴動鎮圧用の装備を身に着けたロサンゼルス市警の警官数百人がにらみ合い、暴動寸前のところで、当時の新知事ロナルド・レーガンの嘆願により回避された。 発せられた停止命令は、現場にいた警官に対し、同性愛者への いわれのない更なる嫌がらせをやめるよう指示するものだった。その結果、ロサンゼルス市警はその後数十年にわたって同性愛者の施設や集会所への捜索を行っていない。 | [ 45 ] [ 46 ] [ 47 ]                      |
| 1967– 1972             | 北アイルランド                                                     | 北アイルランド市民権運動（英語: Northern Ireland civil rights movement）                                                                                                   | 北アイルランド公民権協会（英語: Northern Ireland Civil Rights Association）NICRAが主導する運動で、（ゲリマンダーや財産要件の対象となっていた）選挙、雇用差別、公営住宅、警察からの扱いなどの分野で北アイルランド特別権限法（英語: Civil Authorities (Special Powers) Act (Northern Ireland) 1922）の濫用があるとして、カトリック教徒に対する差別を終わらせることを求めていた。この運動では、行進、ピケ、座り込み、抗議活動が行われた。ボグサイドの戦い（英語: Battle of the Bogside）、1969年北アイルランド暴動（英語: 1969 Northern Ireland riots）、血の日曜日事件 (1972年)などの暴力の増加を受けて、NICRAは活動を停止し、紛争は1998年まで続く暴力的な「北アイルランド問題」へと発展した。 |                                           |
| 1968                   | 全世界                                                             | 1968年の抗議活動（英語: Protests of 1968） | 1968年を通じて激化した抗議活動は、ほとんどが学生主導だった。世界中で、キャンパスは社会変革の最前線の戦いの場となった。抗議活動ではベトナム戦争反対が主流だったが、学生たちは人種差別反対、公民権、フェミニズムを求めて抗議した。エコロジー運動の始まりは、この年の核兵器や生物兵器に対する抗議活動にまで遡ることができる。 | [ 48 ]                                    |
| 1968                   | チェコスロバキア                                                   | プラハの春 | 1968年のソ連によるチェコスロヴァキアへの軍事侵攻の際、チェコスロバキア国民は自国の主権に対する攻撃に対して受け身的な抵抗で応じた。道路標識が塗りつぶされ、水道が不可解にも止められ、花や旗、「象はハリネズミを飲み込めない」といったスローガンで建物が飾られるなどし、ロシア軍を苛立たせた。 |                                           |
| 1970– 1981             | フランス                                                           | ラルザック（英語: Larzac） | 軍事基地の拡張に対抗して、ジョゼ・ボヴェ氏を含む地元農民やランザ・デル・ヴァスト（英語: Lanza del Vasto）氏を含む他の支持者たちが非暴力不服従を実践した。10年間の抵抗の末、軍備拡張は中止された。 |                                           |
| 1979                   | イラン                                                             | イラン革命 | 1979 年のイラン革命 (イスラム革命とも呼ばれる) は、モハンマド・レザー・パフラヴィー国王（シャー）よるイラン王政の打倒を伴う出来事を指す。 | [ 49 ]                                    |
| 1979– 現在             | サウジアラビア                                                     | 1979年カティーフ暴動（英語: 1979 Qatif Uprising） 2011年サウジアラビア騒乱                                                                                                 | サウジアラビアではシーア派は宗教科目の教師、校長、法廷での証人、一般裁判所の裁判官、士官学生、パイロット、政府や治安機関の高官職に就くことを禁じられている。アミール・タヘリ（英語: Amir Taheri）氏はこれを「宗教的アパルトヘイト」と呼んだ。 2011年10月、抗議者が警察に実弾を撃たれ挑発された。ニムル・アルニムル氏は「当局は銃弾、そして殺人と投獄に頼っている。我々は言葉の雄叫び、正義の言葉に頼らなければならない」と述べた。 | [ 50 ] [ 51 ]                             |
| 1980– 1981             | ポーランド                                                         | 独立自主管理労働組合「連帯」 戦う連帯（英語: Fighting Solidarity） オレンジ策（英語: Orange Alternative）                                                                  | 連帯は、ローマカトリック教会の労働者や知識人から、反共産主義左派（少数派）のメンバーまで幅広い反共産主義社会運動であり、活動における非暴力を唱えた。さらに、オレンジ・オルタナティブは、不条理で馬鹿げたな要素のある平和的な抗議を通じて、より広範な市民グループに独裁政権に反対する方策を提供した。 | [ 52 ] [ 53 ] [ 54 ]                      |
| 1986                   | フィリピン                                                         | エドゥサ革命 | フェルディナンド・マルコスを打倒し、コラソン・アキノを権力の座に就かせた、一連の非暴力的で祈りに満ちた大規模な街頭デモ。フィリピンのカトリック司教会議（英語: Catholic Bishops' Conference of the Philippines）によって非難された選挙の後、200万人を超えるフィリピン人が、マルコス政権による人権侵害、不正選挙、大規模な政治腐敗、その他の権利侵害に抗議した。コラソン・アキノと、3年前に暗殺されたその夫ベニグノ・アキノ・ジュニアを連想させる黄色がテーマ色だった。 |                                           |
| 1987– 1989 1991        | バルト三国 (リトアニア, ラトビア, エストニア)                      | 歌う革命 | バルト三国で、自然発生的な歌唱を特徴とする一連の大規模デモが行われた。この運動では、ソ連によるバルト諸国占領時代には厳しく禁じられていた国歌や賛美歌を、地元のロックミュージシャンの演奏に合わせて、最終的には400万人の参加者が歌った。その後、人々は人間の盾となってラジオ局やテレビ局をソ連の戦車から守り、最終的にはほとんど流血無く三国の独立を取り戻した。 | [ 55 ]                                    |
| 1988– 2016             | ビルマ                                                             | 自由と民主化を求める非暴力的運動 | 1988年にアウンサンスーチー氏が主導した平和的なデモで同氏が自宅軟禁され、軍によって数千人が殺害、投獄、拷問されたことから始まった闘争は、20年以上も続いている。多くの犠牲者と苦痛を伴うプロセス（1990年選挙の勝利無効化を含む）にもかかわらず、2015年の総選挙では野党が勝利し、スーチー氏が同国の初代国家顧問に選出されたことで一時的に終結した。2021年の軍事政権の復活後も、民主化を目指す市民の抵抗は続いている。 | [ 56 ]                                    |
| 1989                   | 中国                                                               | 六四天安門事件 | 天安門広場を占拠していた民主化を求める非暴力的デモ隊に対し、中国人民解放軍が実力行使し、多数の死傷者を出した事件 |                                           |
| 1989                   | バルト三国                                                         | バルトの道 | 1989年8月23日、当時ソ連の支配下にあったバルト三国に約200万人が集まり、675.5キロメートルに及ぶ人間の鎖を形成した。この日はソ連とナチスドイツ間の独ソ不可侵条約締結50周年記念日だった。 |                                           |
| 1989                   | チェコスロバキア                                                   | ビロード革命 | 国民は一党独裁に反対して平和的に抗議した。 |                                           |
| 1989– 1990             | 東ドイツ                                                           | 月曜デモ (1989年) | 1989年と1990年に東ドイツで行われた月曜デモは、毎週月曜午後に行われた東ドイツ民主共和国（GDR）の独裁政権に対する一連の平和的な政治抗議であった。 | [ 57 ]                                    |
| 1990– 1991             | アゼルバイジャン                                                   | 黒い一月事件 | アゼルバイジャンSSRのバクーで赤軍がアゼルバイジャン人の抗議デモを弾圧した。デモ参加者は民族への暴力に抗議し、共産党幹部の追放、ソ連からの独立を求めた。 |                                           |
| 1996– 1997             | セルビア                                                           | 1996年から97年のセルビアでの抗議（英語: 1996–1997 Serbian protests） | 抗議活動は1996年11月17日にニシュで始まり、ベオグラード大学の学生たちを含め、何千人もの野党支持者が不正選挙に抗議するために集まった。翌1997年2月11日にスロボダン・ミロシェヴィッチ大統領が野党の勝利を認め、いくつかの都市で地方政府を樹立する「特別法」に署名した。しかし大統領がいかなる不正行為も認めなかったため、首都ベオグラードに20万人が集まり激しく抗議し、セルビアのほとんどの都市や町に広がった。 |                                           |
| 2000                   | セルビア                                                           | オトポール! | オトポール！（レジスタンス!）は、1998年から2003年までセルビア（当時はユーゴスラビア連邦共和国内の連邦組織）に存在した市民青年運動であり、スロボダン・ミロシェヴィッチ政権に対する非暴力闘争を行動方針としていた。二年間の非暴力闘争の過程で、オトポールはセルビア全土に広がり、7万人以上の支持者を集めた。2000年10月5日、ミロシェヴィッチ政権の打倒に成功した。 |                                           |
| 2003                   | リベリア                                                           | リベリア女性による大規模平和運動（英語: Women of Liberia Mass Action for Peace）                                                                                           | 魚市場で祈りを捧げ歌った女性たちによって始まったこの平和運動は、2003年に第二次リベリア内戦を終結させた。 | [ 58 ]                                    |
| 2003                   | ジョージア                                                         | バラ革命 | 2003年11月、ジョージアで西側寄りの平和的な政権交代が起こった。この革命は、疑義ある議会選挙に対する広範な抗議行動に始まり、エドゥアルド・シェワルナゼ大統領を追放し、同国におけるソ連指導体制の終焉を告げた。バラ革命という名前は、ミヘイル・サアカシュヴィリ氏が率いるデモ隊が赤いバラを手に国会に突入したクライマックスに由来している。 |                                           |
| 2004– 2005             | ウクライナ                                                         | オレンジ革命 | 大規模な汚職、有権者への脅迫、直接的な不正選挙にまみれた2004年ウクライナ大統領選挙の決選投票の直後に発生した一連の抗議活動と政治的変化。この民主革命は、全国的に組織された一連の市民的不服従、座り込み、ゼネストに特徴づけられる。 |                                           |
| 2005                   | レバノン                                                           | 杉の革命 | 2005年2月14日のレバノン元首相ラフィーク・ハリーリー暗殺をきっかけにレバノン（特に首都ベイルート）で起きた一連のデモ。 |                                           |
| 2005– 2006 2009        | ウクライナ                                                         | ガス紛争を思い出せ（英語: Remember about the Gas – Do not buy Russian goods!）                                                                                             | 2005～06年および2008～09年のロシア・ウクライナガス紛争においてロシア連邦からウクライナに政治的圧力がかかったことに対するロシア製品のボイコット運動 |                                           |
| 2009– 現在             | グアテマラ                                                         | エスコバル鉱山抗議（英語: Escobal mine protests） | 環境問題と先住民シンカ族の土地の権利を中心に、サン・ラファエル・ラス・フローレス（英語: San Rafael Las Flores）のエスコバル鉱山建設に反対する抗議活動。抗議者たちは、鉱山施設への進入を阻止するために立ちはだかったり、地域の住民投票を組織するなど、非暴力的な戦術をとってきたが、鉱山の民間警備員とグアテマラ政府の両方から極端な暴力を受けている。 | [ 59 ] [ 60 ] [ 61 ]                      |
| 2010– 2011             | チュニジア                                                         | ジャスミン革命 | 2010年12月チュニジアで、失業と政府の腐敗に抗議する一連のデモが始まった。抗議活動は野菜販売業者モハメド・ブアジジの焼身自殺に端を発し、2011年1月14日、24年間政権を握っていたザイン・アル＝アービディーン・ベン・アリー大統領の打倒につながった。 |                                           |
| 2011                   | エジプト                                                           | エジプト革命 (2011年) | 2011年1月25日に始まったエジプト国民数百万人による一連の抗議、座り込み、ストライキは、最終的に2月11日のホスニー・ムバーラク大統領の辞任につながった。 |                                           |
| 2011                   | リビア                                                             | 2011年リビア内戦 | ムアンマル・アル＝カッザーフィー（カダフィ）大佐の政権に対する抗議活動は2011年1月13日に始まった。1月下旬、作家、政治評論家、会計士のジャマル・アル・ハッジ氏は、チュニジアとエジプトの革命に触発され、リビアのさらなる自由を支持するデモを開催するようインターネットで呼びかけた。彼は2月1日に私服警官に逮捕され、2月3日に車で人を負傷させた罪で起訴された。アル・ハッジ氏は以前にも非暴力的な政治的意見を理由に投獄されていたため、アムネスティ・インターナショナルは、今回の逮捕の真の理由はデモを呼びかけたからだと述べた。2月初旬、カダフィ大佐はジャマーヒリーヤを代表して政治活動家、ジャーナリスト、メディア関係者らと会談し、リビアで平和を乱したり混乱を引き起こしたりした場合は責任を問われることになると警告した。 | [ 62 ] [ 63 ]                             |
| 2011                   | シリア                                                             | シリア革命（英語: Syrian Revolution） | バッシャール・アル＝アサド大統領の政権に対する平和的な抗議活動は2011年3月15日に始まった。治安部隊は厳しい弾圧で応じ、数千人の反体制派を逮捕、数百人を殺害した。これに対し、反政府勢力やイスラーム過激派が武器を取って政府に対抗、アサド政権に対する本格的な反乱へと発展した。 |                                           |
| 2011                   | インド                                                             | 2011年インドの反腐敗運動（英語: 2011 Indian anti-corruption movement） | この運動は、2011年4月5日に反汚職活動家のアンナ・ハザレ（英語: Anna Hazare）（男性）がニューデリーのジャンタル・マンタルでハンガーストライキを開始して以来、勢いを増した。この運動の主な法的目標は、ジャン・ロクパル法案（英語: Jan Lokpal Bill）の導入を通じてインド政府の汚職を減らすことであった。ラムデフ（英語: Ramdev）氏が先頭に立って進めたもう一つの目標は、スイスや他外国の銀行からブラックマネー（英語: Indian black money）を本国に送還することだった。 |                                           |
| 2011– 2014             | バーレーン                                                         | 2011年バーレーン騒乱 | 地域のアラブの春に触発され、2月14日にバーレーンで抗議活動が始まった。政府は厳しく対応し、真珠広場でキャンプしていた4人の抗議者を殺害した。その後、抗議者は広場の再占拠を許可され、15万人が大規模行進を行った。 3月14日、サウジアラビア主導の湾岸協力会議軍が政府の要請でバーレーンに入国したが、野党はこれを「占拠」と呼んだ。翌日、非常事態が宣言され、医師やブロガーを含む抗議者に対する残忍な弾圧が開始され、活動は一時停止した。約3,000人が逮捕され、拘留中の拷問で 少なくとも5人が死亡した。 6月1日に非常事態法が解除された後、抗議活動が再開。野党による大規模な集会が数回開催され、2012年3月9日のデモには10万人以上が参加した。首都以外では小規模な抗議活動や衝突がほぼ毎日のように発生し続けた。暴動開始以来、80人以上が死亡した。 | [ 64 ]                                    |
| 2012– 2013             | メキシコ                                                           | ヨソイ132（英語: Yo Soy 132） | ヨ・ソイ132はメキシコの大学生による抗議運動。 この運動は、制度的革命党（PRI）の2012年大統領選候補者エンリケ・ペーニャ・ニエトによる不正選挙およびメキシコメディアの偏向報道に反対して始まった。先に131人の学生がYouTubeに動画を投稿。後に続いた学生が「私が132番目」と発言したことから運動の名前となった。 |                                           |
| 2013                   | トルコ                                                             | 2013年トルコ反政府運動 | イスタンブールのランドマークであるタクスィム広場で行われたゲジ公園の再建に反対する平和的な抗議活動は、トルコの首相レジェップ・タイイップ・エルドアンに対する抗議活動に変わった。強引な警察に対し、100万人を超える人々が非暴力不服従を実践した。イスタンブールで始まった抗議活動は、10日間でトルコの82以上の都市に広がった。警察側は催涙ガスやゴム弾を使用した暴力行為を行い、広場に立っていただけの人々を含め、無差別な逮捕が行われた。 | [ 65 ]                                    |
| 2013–現在              | ウクライナ                                                         | ロシア製品不買運動 | ロシアによる一連の対ウクライナ経済制裁と軍事侵攻に対し、ロシア製品をボイコットする運動。 |                                           |
| 2014                   | 台湾                                                               | ひまわり学生運動 | 2014年3月18日から4月10日まで活動家たちは立法院を占拠し、海峡両岸サービス貿易協定（CSSTA）の可決に抗議した。 |                                           |
| 2014                   | 香港                                                               | 2014年香港反政府デモ「雨傘運動」 | 学生による授業ボイコットとデモの後、自発的な市民的不服従と街頭占拠が79日間続いた。 | [ 66 ] [ 67 ]                             |
| 2016– 現在             | ジンバブエ                                                         | 2016–17年ジンバブエ抗議（英語: 2016–2017 Zimbabwe protests） | Stay Away Dayと名付けられた全国的ストライキは、徹底したソーシャル・メディア・キャンペーンに支えられ、ジンバブエに社会的、政治的な変化をもたらし、2017年ロバート・ムガベ大統領の辞任につながった。 |                                           |
| 2016– 2017             | 韓国                                                               | 朴槿恵韓国大統領弾劾訴追 | 平和的なデモの結果、朴槿恵大統領は弾劾された。 |                                           |
| 2017                   | インド タミル・ナードゥ州                                          | 2017年ジャッリカットゥ運動（英語: 2017 pro-jallikattu protests） | 特定の指導者なしに主に民間人によって組織された平和的なデモの後、市民的不服従が始まり、人々はチェンナイのマリーナビーチや州内の他の主要な場所を占拠し、ジャッリカットゥ（英語: Jallikattu）（牛を使った競技）の存続を認める恒久条例を要求した。運動は、ペプシやコカコーラなどの外国製品ボイコットにも波及している。 |                                           |
| 2017                   | スペイン カタルーニャ                                              | 2017年カタルーニャ独立住民投票 | 2017年10月1日、カタルーニャ独立を問う違法な国民投票が行われ、2,286,217人が参加した。祝賀行事の間、警察は投票用紙・投票箱の押収、投票所の封鎖、当局者の身柄拘束、選挙管理委員会の解散などの妨害を行った。 |                                           |
| 2018– 現在             | イラン                                                             | 秘密の自由（英語: My Stealthy Freedom） ヒジャブ強制への抗議（英語: Iranian protests against compulsory hijab）                                                            | ヒジャブ着用義務と性差別に反対する平和的なデモ。 |                                           |
| 2018                   | インド タミル・ナードゥ                                            | 反スターライト抗議（英語: Thoothukudi violence） | タミル・ナードゥ州トゥティコリンのスターライト・カッパー・コーポレーションに対する100日間の平和的デモ。汚染管理規制当局と環境研究機関の報告書、および最高裁判所による閉鎖命令にもかかわらず、製錬作業は継続された。汚染を止めるため、国民は州に対し更なる拡張計画の中止を要求した。 |                                           |
| 2018– 2019             | スーダン                                                           | スーダン革命（英語: Sudanese revolution） ハルツームの虐殺（英語: Khartoum massacre）                                                                                      | オマル・アル＝バシール政権とその後継軍事政権に反対する平和的なデモと座り込み |                                           |
| 2019– 2021             | アルジェリア                                                       | ヒラク（英語: Hirak (Algeria)） | アブデルアジズ・ブーテフリカ政権に反対する平和的なデモと座り込み |                                           |
| 2019– 2020             | インド                                                             | シャヒーン・バック抗議（英語: Shaheen Bagh protest） | イスラム教徒の女性たちが主導する、市民権改正法（CAA）などに反対する平和的な抗議活動 |                                           |
| 2020– 2021             | ベラルーシ                                                         | 2020年-2021年ベラルーシ反政府デモ | アレクサンドル・ルカシェンコ大統領の再選と国家弾圧に反対する平和的な大規模デモ |                                           |
| 2020– 2021             | インド                                                             | インド農民デモ | 議会で可決された3つの農業法案に対する平和的な抗議 |                                           |
| 2020–2021              | タイ王国                                                           | 2020-2021年タイ抗議（英語: 2020–2021 Thai protests） | タイ王室とクーデターで樹立された政府の改革を求める平和的な抗議活動が続いている。 |                                           |
| 2021– 現在             | トルコ                                                             | 2021年ボアズィチ大学抗議（英語: 2021 Boğaziçi University protests） | 選挙なしでの総長任命に反対する平和的な抗議活動が続く。 |                                           |
| 2022– 現在             | パキスタン                                                         | パキスタン政権樹立へのアメリカの関与（英語: United States involvement in regime change）                                                                                   | 外国の陰謀と軍事支援を受けた政府に反対し、新たな選挙を要求する平和的な抗議活動が、パキスタン全土および世界各地（特に英国と米国在住のパキスタン人）で続いている。 |                                           |
| 2022                   | 中国                                                               | 白紙革命 | 2022年11月、中国本土で新型コロナウイルス対策のロックダウンに反対する一連の抗議活動が始まった。抗議活動参加者の多くが、シンボルとして白紙を掲げていた。 |                                           |

非暴力抵抗・不服従は、しばしば、誤って市民的不服従の同義語として扱われるが、異なる意味合いを持っている。
ベレル・ラング（英語: Berel Lang）は、市民的不服従の事例となる行為の必要条件は「(1) 行為が法律に違反していること、(2) 行為が故意に行われていること、(3) 行為者が、行為に対する報復として国家側から自分に対して取られる懲罰的措置を予期し、進んで受け入れていること」であり、非暴力不服従は これらの基準のいずれも満たす必要がないとして、非暴力抵抗と市民的不服従の混同に反対している。
さらに「市民的不服従は、革命ではなく改革を目指す政治活動の一形態である。その努力は、政府の権威を認めた上で、特定の法律または法律群に異議を唱えることに向けられている。対照的に、非暴力抵抗の政治的行為は革命的となる可能性がある。」としている。

## 関連項目

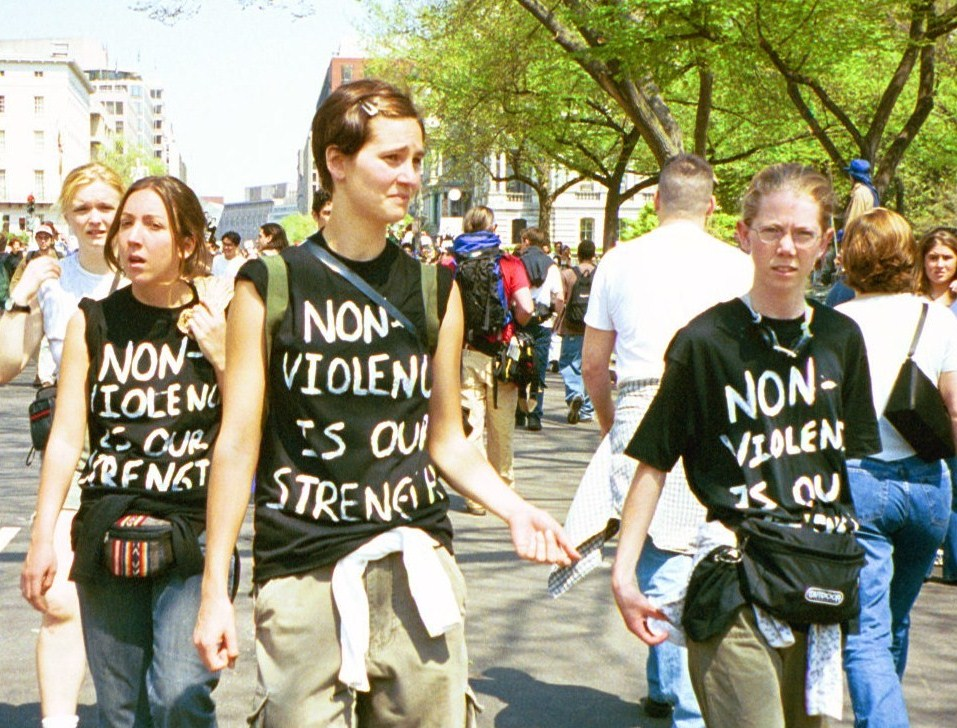
反グローバリゼーション・デモに参加した非暴力的抗議者

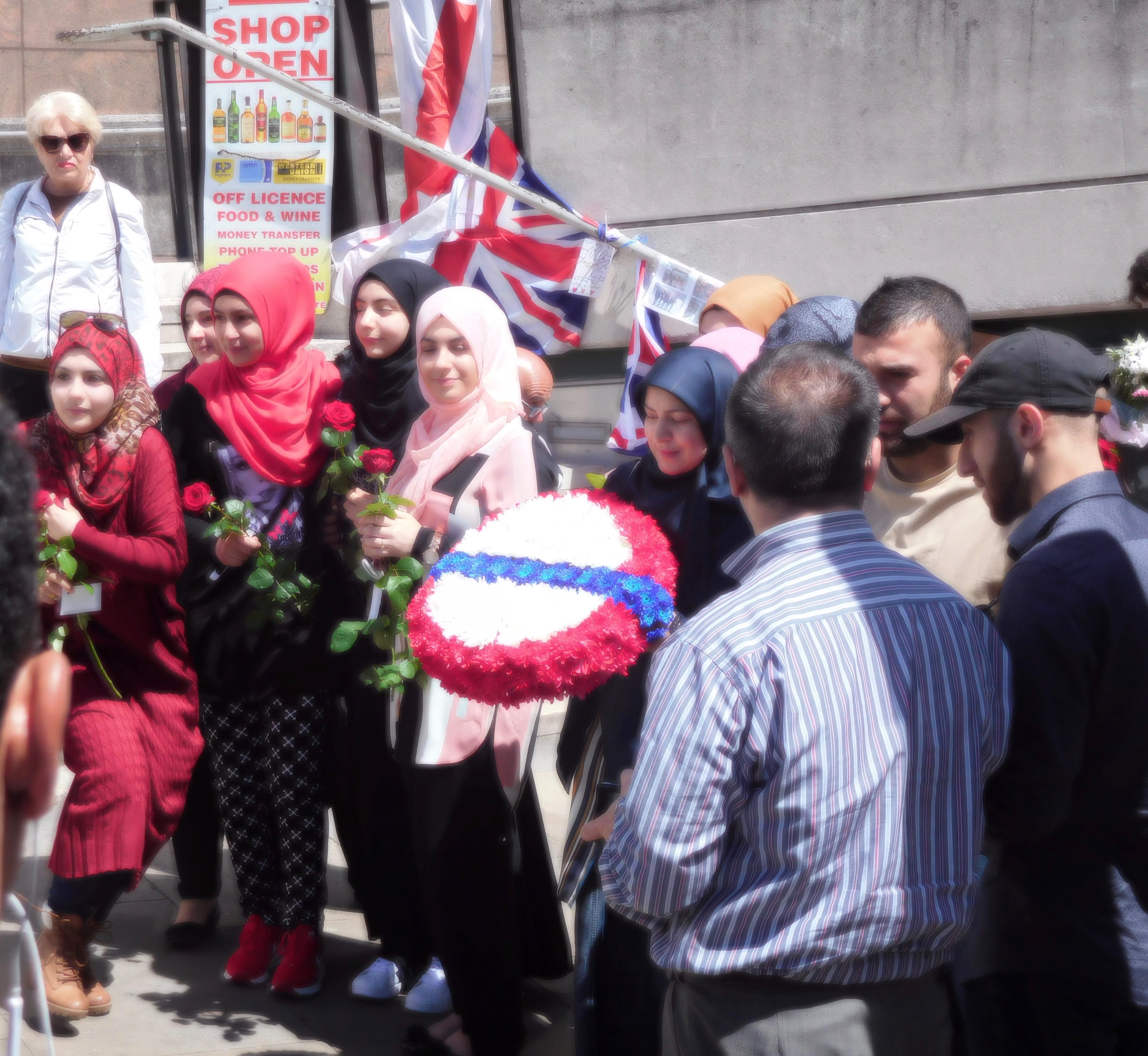
2017年のテロ攻撃後、ロンドン橋で平和を訴えるイスラム教徒

### ドキュメンタリー映画
- en:A Force More Powerful, directed by en:Steve York
- en:How to Start a Revolution, directed by en:Ruaridh Arrow

### 関連団体と人物
- en:List of peace activists
- en:List of anti-war organizations
- en:Category:Nonviolence organizations
- en:Category:Nonviolent resistance movements
- Category:各国の反戦活動家
- Category:各国の人権活動家
- Category:各国の民主活動家

### 概念
- 社会運動
- 市民的不服従
- 直接行動
- 非暴力
- 平和主義
- 色の革命
- ペンは剣よりも強し
- 反乱
- セックス・ストライキ
- 座り込み
- 平和革命
- 納税拒否
- en:Christian nonviolence
- en:Civilian-based defense
- en:Civil resistance
- en:Flower power
- en:Industrial action
- en:Internet resistance
- en:Interpassivity
- en:Islamic nonviolence
- en:Non-aggression principle
- en:Nonresistance
- en:Passive obedience
- en:Social defence
- en:Teach-in
- en:Third Party Non-violent Intervention
- en:Transarmament

## 関連文献

### 20世紀
- Case, Clarence Marsh (1923). Non-violent Coercion: A Study in Methods of Social Pressure. Century. ISBN 978-0-598-49467-2.
- en:Peter Ackerman and en:Jack DuVall, A Force More Powerful: A Century of Nonviolent Conflict.  New York: Palgrave, 2000.  ISBN 978-0-312-24050-9.
- en:Clayborne Carson, In Struggle: SNCC and the Black Awakening of the 1960s.  (SNCC is the acronym for en:Student Nonviolent Coordinating Committee.) Cambridge, MA: Harvard University Press, 1981.  ISBN 978-0674447257.
- M K Gandhi, Non-Violent Resistance (Satyagraha).  Mineola, NY: Dover Publications, 2001, orig. 1961.  ISBN 978-0-486-41606-9.
- en:Gene Sharp, Making Europe Unconquerable: The Potential of Civilian-Based Deterrence and Defence.  United Kingdom: Taylor & Francis, 1985.  ISBN 978-0-85066-336-5/
- Gene Sharp, en:The Politics of Nonviolent Action.  Boston: Porter Sargent, 1973.  ISBN 978-0-87558-068-5.

### 21世紀
- Michael Beer, "Civil Resistance Tactics in the 21st Century". ICNC Press. ISBN 978-1-943271-40-5
- Michael Bröning, The Politics of Change in Palestine. State-Building and Non-Violent Resistance.  London: Pluto Press, 2011, Part 5.  ISBN 978-0-7453-3093-8.
- en:Judith Hand, A Future Without War: The Strategy of a Warfare Transition.  San Diego, CA: Questpath Publishing, 2006.  ISBN 978-0-9700031-3-3.
- Daniel Jakopovich, Revolutionary Peacemaking: Writings for a Culture of Peace and Nonviolence. Zagreb, Croatia: Democratic Thought, 2019, pp. 527.  ISBN 978-953-55134-2-1
- Michael King, The Penguin History of New Zealand.  London: Penguin Books, 2003, pp 219–20, 222, 247–8, and 386.  ISBN 978-0-14-301867-4.
- en:Mark Kurlansky, Nonviolence: The History of a Dangerous Idea.  New York: Modern Library / Random House, 2006.  ISBN 978-0-8129-7447-8.
- en:David McReynolds,  A Philosophy of Nonviolence.  Originally New York: A.J. Muste Memorial Institute, 2001.  No ISBN.  Retrieved 22 December 2012.
- Adam Roberts and en:Timothy Garton Ash, eds., Civil Resistance and Power Politics: The Experience of Non-violent Action from Gandhi to the Present Archived 2012-06-06 at the Wayback Machine..  Oxford, England: Oxford University Press, 2009.  ISBN 978-0-19-955201-6.  Retrieved 22 December 2012.
- Adam Roberts, Michael J. Willis, Rory McCarthy and en:Timothy Garton Ash, eds., Civil Resistance in the Arab Spring: Triumphs and Disasters. Oxford, England: Oxford University Press, 2016. ISBN 978-0-19-874902-8.
- en:Jonathan Schell, The Unconquerable World: Power, Nonviolence, and the Will of the People.  New York: Metropolitan Books / Henry Holt and Company, 2003.  ISBN 9780805044560.
- Kurt Schock, Unarmed Insurrections: People Power Movements in Nondemocracies.  Minneapolis, MN: University of Minnesota Press, 2004.  ISBN 978-0-8166-4193-2.
- en:Gene Sharp, From Dictatorship to Democracy: A Conceptual Framework for Liberation.  East Boston, MA: The Albert Einstein Institution, 4th ed. 2010, orig. 2002.  ISBN 978-1-880813-09-6.  Retrieved 22 December 2012.
- Mike Staresinic, Activism: People, Power, Plan . Pittsburgh, PA: Breakthrough, 2011. ISBN 978-0-6154-1790-5.
- en:Walter Wink, Jesus and Nonviolence: A Third Way.  Minneapolis, MN: Fortress Press, 2003.  ISBN 978-0-8006-3609-8.
- Srdja Popovic, Andrej Milivojevic, Slobodan Djinovic, "Nonviolent Struggle: 50 Crucial Points". Belgrade, Serbia: DMD, 2006